# Surf de neu als Jocs Olímpics d'hivern de 2014 - Migtub femení
La prova de migtub femenina en la competició de surf de neu als Jocs Olímpics d'Hivern de 2014 es realitzà el 12 de febrer de 2014 a les instal·lacions del Rosa Khutor Extreme Park.

## Calendari
Els temps són UTC+04:00.
| Data         | Hora  | Prova        |
| ------------ | ----- | ------------ |
| 11 de febrer | 14:00 | Qualificació |
| 11 de febrer | 19:00 | Semifinals   |
| 11 de febrer | 21:30 | Final        |

## Medaller
| Prova  | Or                 | Argent       | Bronze      |
| Migtub | Kaitlyn Farrington | Torah Bright | Kelly Clark |

## Resultats

### Qualificació
| Posició | Mànega | Bib | Nom                 | CON             | Ronda 1 | Ronda 2 | Millor resultat | Notes |
| ------- | ------ | --- | ------------------- | --------------- | ------- | ------- | --------------- | ----- |
| 1       | 1      | 2   | Kelly Clark         | Estats Units    | 92.25   | 95.00   | 95.00           | QF    |
| 2       | 1      | 7   | Queralt Castellet   | Espanya         | 93.25   | 52.00   | 93.25           | QF    |
| 3       | 1      | 1   | Sophie Rodriguez    | França          | 78.50   | 25.50   | 78.50           | QF    |
| 4       | 1      | 4   | Li Shuang           | R.P. de la Xina | 77.75   | 54.00   | 77.75           | QS    |
| 5       | 1      | 3   | Ursina Haller       | Suïssa          | 69.00   | 74.75   | 74.75           | QS    |
| 6       | 1      | 6   | Sun Zhifeng         | R.P. de la Xina | 70.00   | 45.75   | 70.00           | QS    |
| 7       | 1      | 12  | Alexandra Duckworth | Canadà          | 42.25   | 69.75   | 69.75           | QS    |
| 8       | 1      | 9   | Šárka Pančochová    | Txèquia         | 42.75   | 66.25   | 66.25           | QS    |
| 9       | 1      | 10  | Stephanie Magiros   | Austràlia       | 27.25   | 57.25   | 57.25           | QS    |
| 10      | 1      | 11  | Hannah Trigger      | Austràlia       | 51.25   | 33.00   | 51.25           |       |
| 11      | 1      | 8   | Rebecca Sinclair    | Nova Zelanda    | 32.25   | 48.25   | 48.25           |       |
| 12      | 1      | 13  | Nadja Purtschert    | Suïssa          | 47.50   | 20.75   | 47.50           |       |
| 13      | 1      | 14  | Morena Makar        | Croàcia         | 44.75   | 22.75   | 44.75           |       |
| 14      | 1      | 5   | Holly Crawford      | Austràlia       | 43.00   | 33.75   | 43.00           |       |
| 1       | 2      | 28  | Torah Bright        | Austràlia       | 93.00   | 28.75   | 93.00           | QF    |
| 2       | 2      | 27  | Hannah Teter        | Estats Units    | 90.25   | 92.00   | 92.00           | QF    |
| 3       | 2      | 20  | Cai Xuetong         | R.P. de la Xina | 74.25   | 88.00   | 88.00           | QF    |
| 4       | 2      | 21  | Kaitlyn Farrington  | Estats Units    | 87.00   | 34.50   | 87.00           | QS    |
| 5       | 2      | 22  | Liu Jiayu           | R.P. de la Xina | 81.50   | 83.50   | 83.50           | QS    |
| 6       | 2      | 18  | Mirabelle Thovex    | França          | 71.75   | 69.75   | 71.75           | QS    |
| 7       | 2      | 17  | Rana Okada          | Japó            | 66.00   | 69.75   | 69.75           | QS    |
| 8       | 2      | 19  | Clémence Grimal     | França          | 16.00   | 66.50   | 66.50           | QS    |
| 9       | 2      | 24  | Katie Tsuyuki       | Canadà          | 45.75   | 54.25   | 54.25           | QS    |
| 10      | 2      | 16  | Ella Suitiala       | Finlàndia       | 31.75   | 51.50   | 51.50           |       |
| 11      | 2      | 23  | Joanna Zając        | Polònia         | 47.75   | 39.75   | 47.75           |       |
| 12      | 2      | 26  | Mercedes Nicoll     | Canadà          | 43.50   | 26.50   | 43.50           |       |
| 13      | 2      | 25  | Verena Rohrer       | Suïssa          | 34.50   | 31.50   | 34.50           |       |
| -       | 2      | 15  | Arielle Gold        | Estats Units    | NQ      | NQ      | NQ              | NQ    |

QF – Qualificació directa a la final; QS – Qualificació per la semifinal; NQ – No qualificat

### Semifinal
| Posició | Bib | Nom                 | CON             | Ronda 1 | Ronda 2 | Millor resultat | Notes |
| ------- | --- | ------------------- | --------------- | ------- | ------- | --------------- | ----- |
| 1       | 21  | Kaitlyn Farrington  | Estats Units    | 87.50   | 53.25   | 87.50           | Q     |
| 2       | 22  | Liu Jiayu           | R.P. de la Xina | 81.25   | 29.00   | 81.25           | Q     |
| 3       | 4   | Li Shuang           | R.P. de la Xina | 80.00   | 56.75   | 80.00           | Q     |
| 4       | 3   | Ursina Haller       | Suïssa          | 74.50   | 43.00   | 74.50           | Q     |
| 5       | 18  | Mirabelle Thovex    | França          | 70.75   | 39.75   | 70.75           | Q     |
| 6       | 17  | Rana Okada          | Japó            | 58.50   | 70.00   | 70.00           | Q     |
| 7       | 24  | Katie Tsuyuki       | Canadà          | 55.50   | 56.25   | 56.25           |       |
| 8       | 19  | Clémence Grimal     | França          | 14.00   | 38.25   | 38.25           |       |
| 9       | 6   | Sun Zhifeng         | R.P. de la Xina | 35.75   | 35.75   | 35.75           |       |
| 10      | 9   | Šárka Pančochová    | Txèquia         | 34.00   | 31.50   | 34.00           |       |
| 11      | 12  | Alexandra Duckworth | Canadà          | 32.50   | 25.75   | 32.50           |       |
| 12      | 10  | Stephanie Magiros   | Austràlia       | 26.50   | 20.50   | 26.50           |       |

Q – Qualificat per la final

### Final
| Posició | Bib | Nom                | CON             | Ronda 1 | Ronda 2 | Notes |
| ------- | --- | ------------------ | --------------- | ------- | ------- | ----- |
| Or      | 21  | Kaitlyn Farrington | Estats Units    | 85.75   | 91.75   | 91.75 |
| Argent  | 28  | Torah Bright       | Austràlia       | 58.25   | 91.50   | 91.50 |
| Bronze  | 2   | Kelly Clark        | Estats Units    | 48.25   | 90.75   | 90.75 |
| 4       | 27  | Hannah Teter       | Estats Units    | 90.50   | 26.75   | 90.50 |
| 5       | 17  | Rana Okada         | Japó            | 47.75   | 85.50   | 85.50 |
| 6       | 20  | Cai Xuetong        | R.P. de la Xina | 84.25   | 25.00   | 84.25 |
| 7       | 1   | Sophie Rodriguez   | França          | 77.75   | 79.50   | 79.50 |
| 8       | 4   | Li Shuang          | R.P. de la Xina | 73.25   | 23.75   | 73.25 |
| 9       | 22  | Liu Jiayu          | R.P. de la Xina | 15.75   | 68.25   | 68.25 |
| 10      | 18  | Mirabelle Thovex   | França          | 67.00   | 34.75   | 67.00 |
| 11      | 7   | Queralt Castellet  | Espanya         | 61.75   | 55.25   | 61.75 |
| 12      | 3   | Ursina Haller      | Suïssa          | 48.75   | 26.75   | 48.75 |